# Oscar al miglior film in lingua straniera
Il premio Oscar al miglior film internazionale (Academy Award for Best International Feature Film), conosciuto fino all'edizione 2019 come premio Oscar al miglior film in lingua straniera, viene assegnato al film in lingua diversa dall'inglese votato come migliore dall'Academy of Motion Picture Arts and Sciences, cioè l'ente che assegna gli Academy Awards, i celebri premi conosciuti in Italia come premi Oscar. Il premio è stato introdotto dall'edizione del 1957, mentre prima di allora è stato assegnato otto volte l'Oscar onorario a film stranieri.

Oscar al miglior film internazionale. Verde scuro: i paesi vincitori. Verde chiaro: i paesi con nomination. Grigio scuro: Stati Uniti, ineleggibili per regolamento

 Il premio viene assegnato al film e consegnato al regista a nome dei talenti creativi del film.

## Vincitori e candidati
L'elenco mostra il vincitore di ogni anno, seguito dai film che hanno ricevuto la nomination. Per ogni film sono indicati: titolo italiano (se disponibile), titolo originale e regista. 
Gli anni indicati sono quelli in cui è stato assegnato il premio e non quello in cui è stato interpretato il film. Per maggiori informazioni si veda la voce Cerimonie dei premi Oscar.

### Come premio speciale
- 1948
  - Sciuscià, regia di Vittorio De Sica (Italia)
- 1949
  - Monsieur Vincent, regia di Maurice Cloche (Francia)
- 1950
  - Ladri di biciclette, regia di Vittorio De Sica (Italia)

### Come premio onorario
- 1951
  - Le mura di Malapaga (Au delà des grilles), regia di René Clément (Francia/Italia)
- 1952
  - Rashomon (Rashōmon), regia di Akira Kurosawa (Giappone)
- 1953
  - Giochi proibiti (Jeux interdits), regia di René Clément (Francia)
- 1954
  - non assegnato
- 1955
  - La porta dell'inferno (Jigokumon), regia di Teinosuke Kinugasa (Giappone)
- 1956
  - Miyamoto Musashi (Miyamoto Musashi), regia di Hiroshi Inagaki (Giappone)

### Come categoria

#### 1950
- 1957
  - La strada, regia di Federico Fellini (Italia)
  - L'arpa birmana (Biruma no tategoto), regia di Kon Ichikawa (Giappone)
  - Il capitano di Koepenick (Der Hauptmann von Köpenick), regia di Helmut Käutner (Germania Ovest)
  - Gervaise, regia di René Clément (Francia)
  - Qivitoq, regia di Erik Balling (Danimarca – Groenlandia Inuit)
- 1958
  - Le notti di Cabiria, regia di Federico Fellini (Italia)
  - Madre India (Bharat Mata), regia di Mehboob Khan (India)
  - Nove vite (Ni liv), regia di Arne Skouen (Norvegia)
  - Ordine segreto del III Reich (Nachts, wenn der Teufel kam), regia di Robert Siodmak (Germania Ovest)
  - Quartiere dei Lillà (Porte des lilas), regia di René Clair (Francia)
- 1959
  - Mio zio (Mon oncle), regia di Jacques Tati (Francia)
  - Le armi e l'uomo (Helden), regia di Franz Peter Wirth (Germania Ovest)
  - Ho giurato di ucciderti (La venganza), regia di Juan Antonio Bardem (Spagna)
  - I soliti ignoti, regia di Mario Monicelli (Italia)
  - La strada lunga un anno (Cesta duga godinu dana), regia di Giuseppe De Santis (Jugoslavia)[5]

#### 1960
- 1960
  - Orfeo negro (Orfeu negro), regia di Marcel Camus (Francia)[6]
  - La grande guerra, regia di Mario Monicelli (Italia)
  - Paw, regia di Astrid Henning-Jensen (Danimarca)
  - Il ponte (Die Brücke), regia di Bernhard Wicki (Germania Ovest)
  - Il villaggio sul fiume (Dorp aan de rivier), regia di Fons Rademakers (Paesi Bassi)
- 1961
  - La fontana della vergine (Jungfrukällan), regia di Ingmar Bergman (Svezia)
  - Kapò, regia di Gillo Pontecorvo (Italia)
  - Morte in vacanza  (Macario), regia di Roberto Gavaldón (Messico)
  - Nono cerchio (Deveti krug), regia di France Štiglic (Jugoslavia)[7]
  - La verità (La vérité), regia di Henri-Georges Clouzot (Francia)
- 1962
  - Come in uno specchio (Såsom i en spegel), regia di Ingmar Bergman (Svezia)
  - Amore immortale (Eien no hito), regia di Keisuke Kinoshita (Giappone)
  - Il dominatore degli Indios (Ánimas Trujano – El hombre importante), regia di Ismael Rodríguez (Messico)
  - Harry og kammertjeneren (Harry og kammertjeneren), regia di Bent Christensen (Danimarca)
  - Placido (Plácido), regia di Luis García Berlanga (Spagna)
- 1963
  - L'uomo senza passato (Les dimanches de Ville d'Avray), regia di Serge Bourguignon (Francia)
  - Elettra (Elektra), regia di Michael Cacoyannis (Grecia)
  - La parola data  (O pagador de promessas), regia di Anselmo Duarte (Brasile)
  - Le quattro giornate di Napoli, regia di Nanni Loy (Italia)
  - Tlayucan, regia di Luis Alcoriza (Messico)
- 1964
  - 8½, regia di Federico Fellini (Italia)
  - Il coltello nell'acqua (Nóż w wodzie), regia di Roman Polański (Polonia)
  - Con odio e con amore (Los tarantos), regia di Francisco Rovira Beleta (Spagna)
  - Frine e le compagne (Ta kokkina fanaria), regia di Vasilīs Geōrgiadīs (Grecia)
  - Koto, regia di Noboru Nakamura (Giappone)
- 1965
  - Ieri, oggi, domani, regia di Vittorio De Sica (Italia)
  - Kvarteret Korpen, regia di Bo Widerberg (Svezia)
  - La donna di sabbia (Suna no onna), regia di Hiroshi Teshigahara (Giappone)
  - Les Parapluies de Cherbourg, regia di Jacques Demy (Francia)
  - Sallah (Sallah Shabati), regia di Ephraim Kishon (Israele)
- 1966
  - Il negozio al corso (Obchod na korze), regia di Ján Kadár e Elmar Klos (Cecoslovacchia)[8]
  - Kwaidan (怪談; Kaidan), regia di Masaki Kobayashi (Giappone)
  - Matrimonio all'italiana, regia di Vittorio De Sica (Italia)
  - Il mio caro John (Käre John), regia di Lars-Magnus Lindgren (Svezia)
  - Sangue sulla terra (To homa vaftike kokkino), regia di Vasilīs Geōrgiadīs (Grecia)
- 1967
  - Un uomo, una donna (Un homme et une femme), regia di Claude Lelouch (Francia)
  - Gli amori di una bionda (Lásky jedné plavovlásky), regia di Miloš Forman (Cecoslovacchia)[9]
  - La battaglia di Algeri (La battaglia di Algeri), regia di Gillo Pontecorvo (Italia)[10]
  - Il faraone (Faraon), regia di Jerzy Kawalerowicz (Polonia)
  - Tre (Tri), regia di Aleksandar Petrović (Jugoslavia)[7]
- 1968
  - Treni strettamente sorvegliati (Ostre sledované vlaky), regia di Jiří Menzel (Cecoslovacchia)[11]
  - L'amore stregone (El amor brujo), regia di Francisco Rovira Beleta (Spagna)
  - Ho incontrato anche zingari felici (Skupljaci perja), regia di Aleksandar Petrović (Jugoslavia)[7]
  - Ritratto di Chieko (Chieko-sho), regia di Noboru Nakamura (Giappone)
  - Vivere per vivere  (Vivre pour vivre), regia di Claude Lelouch (Francia)
- 1969
  - Guerra e pace (Vojna i mir), regia di Sergej Bondarčuk (URSS)[12]
  - Baci rubati (Baisers volés), regia di François Truffaut (Francia)
  - Fuoco ragazza mia! (Horí, má panenko), regia di Miloš Forman (Cecoslovacchia)[9]
  - La ragazza con la pistola, regia di Mario Monicelli (Italia)
  - I ragazzi della via Paal (A Pál utcai fiúk), regia di Zoltán Fábri (Ungheria)

#### 1970
- 1970
  - Z - L'orgia del potere (Z), regia di Costa-Gavras (Algeria)[13]
  - Adalen '31 (Ådalen '31), regia di Bo Widerberg (Svezia)
  - La battaglia della Neretva (Bitka na Neretvi), regia di Veljko Bulajić (Jugoslavia)[14]
  - I fratelli Karamazov (Brat'ja Karamazovy), regia di Ivan Pyr'ev e Michail Ul'janov (URSS)
  - La mia notte con Maud  (Ma nuit chez Maud), regia di Éric Rohmer (Francia)
- 1971
  - Indagine su un cittadino al di sopra di ogni sospetto, regia di Elio Petri (Italia)
  - Pace nei campi (Paix sur les champs), regia di Jacques Boigelot (Belgio)
  - Primo amore (Erste Liebe), regia di Maximilian Schell (Svizzera)[15]
  - Sciuscià nel Vietnam (Hoa-Binh), regia di Raoul Coutard (Francia)
  - Tristana, regia di Luis Buñuel (Spagna)
- 1972
  - Il giardino dei Finzi Contini, regia di Vittorio De Sica (Italia)
  - Basso, moro, scalcagnato e... con i piedi piatti (השוטר אזולאי – Ha-shoter azulai), regia di Ephraim Kishon (Israele)
  - Dodes'ka-den, regia di Akira Kurosawa (Giappone)
  - Karl e Kristina (Utvandrarna), regia di Jan Troell (Svezia)
  - Una pioggia di stelle (Čajkovskij), regia di Igor' Talankin (URSS)
- 1973
  - Il fascino discreto della borghesia (Le charme discret de la bourgeoisie), regia di Luis Buñuel (Francia)
  - I Love You Rosa (Ani Ohev Otach Rosa), regia di Moshé Mizrahi (Israele)
  - Mi querida señorita, regia di Jaime de Armiñán (Spagna)
  - La nuova terra (Nybyggarna), regia di Jan Troell (Svezia)
  - Qui le albe sono quiete (A zori zdes' tichie), regia di Stanislav Rostockij (URSS)
- 1974
  - Effetto notte (La nuit américaine), regia di François Truffaut (Francia)
  - Fiore di carne (Turks fruit), regia di Paul Verhoeven (Paesi Bassi)
  - The House on Chelouche Street (Ha-Bayit Berechov Chelouche), regia di Moshé Mizrahi (Israele)
  - L'invito (L'invitation), regia di Claude Goretta (Svizzera)[16]
  - Il pedone (Der Fußgänger), regia di Maximilian Schell (Germania Ovest)
- 1975
  - Amarcord, regia di Federico Fellini (Italia)
  - Cognome e nome: Lacombe Lucien  (Lacombe Lucien), regia di Louis Malle (Francia)
  - Giochi di gatti (Macskajáték), regia di Károly Makk (Ungheria)
  - Il settimo flagello (Potop), regia di Jerzy Hoffman (Polonia)
  - La tregua, regia di Sergio Renán (Argentina)
- 1976
  - Dersu Uzala - Il piccolo uomo delle grandi pianure (Dersu Uzala), regia di Akira Kurosawa (URSS)
  - Actas de Marusia - Storia di un massacro (Actas de Marusia), regia di Miguel Littín (Messico)
  - Profumo di donna, regia di Dino Risi (Italia)
  - Sandokan numero 8 (Sandakan hachibanshokan bohkyo), regia di Kei Kumai (Giappone)
  - La terra della grande promessa (Ziemia obiecana), regia di Andrzej Wajda (Polonia)
- 1977
  - Bianco e nero a colori (Noir et blancs en couleur), regia di Jean-Jacques Annaud (Costa d'Avorio)[16]
  - Cugino, cugina  (Cousin, cousine), regia di Jean-Charles Tacchella (Francia)
  - Jakob il bugiardo (Jakob, der Lügner), regia di Frank Beyer (Germania Est)
  - Notti e giorni (Noce i dnie), regia di Jerzy Antczak (Polonia)
  - Pasqualino Settebellezze, regia di Lina Wertmüller (Italia)
- 1978
  - La vita davanti a sé (La vie devant soi), regia di Moshé Mizrahi (Francia)
  - Una giornata particolare, regia di Ettore Scola (Italia)
  - Ifigenia (Iphigenia), regia di Michael Cacoyannis (Grecia)
  - La notte dei falchi (מבצע יונתן – Entebbe op. Thunderbolt), regia di Menahem Golan (Israele)
  - Quell'oscuro oggetto del desiderio (Cet obscur objet du désir), regia di Luis Buñuel (Spagna)
- 1979
  - Preparate i fazzoletti (Preparez vos mouchoirs), regia di Bertrand Blier (Francia)
  - L'alibi di cristallo (Die Gläsene Zelle), regia di Hans W. Geissendörfer (Germania Ovest)
  - Bim bianco dall'orecchio nero (Belyj bim – Čërnoe ucho), regia di Stanislav Rostockij (URSS)
  - I nuovi mostri, regia di Mario Monicelli, Dino Risi e Ettore Scola (Italia)
  - Ungheresi (Magyarok), regia di Zoltán Fábri (Ungheria)

#### 1980
- 1980
  - Il tamburo di latta (Die Blechtrommel), regia di Volker Schlöndorff (Germania Ovest)
  - Dimenticare Venezia, regia di Franco Brusati (Italia)
  - Una donna semplice (Une histoire simple), regia di Claude Sautet (Francia)
  - Mamà compie 100 anni (Mamá cumple cien años), regia di Carlos Saura (Spagna)
  - Le signorine di Wilko (Panny z Wilka), regia di Andrzej Wajda (Polonia)
- 1981
  - Mosca non crede alle lacrime (Москва слезам не верит – Moskva slezam ne verit), regia di Vladimir Men'šov (URSS)
  - La fiducia (Bizalom), regia di István Szabó (Ungheria)
  - Kagemusha - L'ombra del guerriero (Kagemusha), regia di Akira Kurosawa (Giappone)
  - Il nido (El nido), regia di Jaime de Armiñán (Spagna)
  - L'ultimo metrò (Le dernier métro), regia di François Truffaut (Francia)
- 1982
  - Mephisto, regia di István Szabó (Ungheria)
  - La barca è piena (Das Boot ist voll), regia di Markus Imhoof (Svizzera)
  - Il fiume di fango (Doro no kawa), regia di Kōhei Oguri (Giappone)
  - Tre fratelli, regia di Francesco Rosi (Italia)
  - L'uomo di ferro (Czlowiek z zelaza), regia di Andrzej Wajda (Polonia)
- 1983
  - Volver a empezar (Volver a empezar), regia di José Luis Garci (Spagna)
  - Alsino e il condor (Alsino y el cóndor), regia di Miguel Littín (Nicaragua)
  - Colpo di spugna (Coup de torchon), regia di Bertrand Tavernier (Francia)
  - Vita privata (Častnaja žizn), regia di Julij Rajzman (URSS)
  - Il volo dell'aquila (Ingenjör Andrées luftfärd), regia di Jan Troell (Svezia)
- 1984
  - Fanny e Alexander (Fanny och Alexander), regia di Ingmar Bergman (Svezia)
  - Ballando ballando (Le bal), regia di Ettore Scola (Algeria)
  - Carmen Story (Carmen), regia di Carlos Saura (Spagna)
  - Prestami il rossetto (Coup de foudre), regia di Diane Kurys (Francia)
  - La rivolta di Giobbe (Jób lázadása), regia di Imre Gyöngyössy e Barna Kabay (Ungheria)
- 1985
  - Mosse pericolose (La diagonale du fou), regia di Richard Dembo (Svizzera)[16]
  - Camilla - Un amore proibito (Camila), regia di María Luisa Bemberg (Argentina)
  - Oltre le sbarre (Me' achorei hasoragim), regia di Uri Barbash (Israele)
  - Romanzo del tempo di guerra (Voenno – Polevoj roman), regia di Pëtr Todorovskij (URSS)
  - Sesión continua, regia di José Luis Garci (Spagna)
- 1986
  - La storia ufficiale (La historia oficial), regia di Luis Puenzo (Argentina)
  - Il colonnello Redl (Oberst Redl), regia di István Szabó (Ungheria)
  - Papà... è in viaggio d'affari (Otac na sluzbenom putu), regia di Emir Kusturica (Jugoslavia)[7]
  - Raccolto amaro (Bittere Ernte), regia di Agnieszka Holland (Germania Ovest)
  - Tre uomini e una culla (Trois hommes et un couffin), regia di Coline Serreau (Francia)
- 1987
  - Assault (De Aanslag), regia di Fons Rademakers (Paesi Bassi)
  - '38, regia di Wolfgang Gluck (Austria)
  - Betty Blue (37º2 le matin), regia di Jean-Jacques Beineix (Francia)
  - Il declino dell'impero americano (Le Déclin de l'empire américain), regia di Denys Arcand (Canada)
  - Il mio piccolo villaggio  (Vesnicko má stredisková), regia di Jiří Menzel (Cecoslovacchia)[9]
- 1988
  - Il pranzo di Babette (Babettes Gæstebud), regia di Gabriel Axel (Danimarca)
  - L'arciere di ghiaccio (Ofelas), regia di Nils Gaup (Norvegia)
  - Arrivederci ragazzi (Au revoir les enfants), regia di Louis Malle (Francia)
  - Asignatura aprobada, regia di José Luis Garci (Spagna)
  - La famiglia, regia di Ettore Scola (Italia)
- 1989
  - Pelle alla conquista del mondo (Pelle erobreren), regia di Bille August (Danimarca)
  - Donne sull'orlo di una crisi di nervi (Mujeres al borde de un ataque de nervios), regia di Pedro Almodóvar (Spagna)
  - Il maestro di musica (Le maître de musique), regia di Gérard Corbiau (Belgio)
  - La notte dei maghi (Hanussen), regia di István Szabó (Ungheria)
  - Salaam Bombay!, regia di Mira Nair (India)

#### 1990
- 1990
  - Nuovo Cinema Paradiso, regia di Giuseppe Tornatore (Italia)
  - Ballando con Regitze (Dansen med Regitze), regia di Kaspar Rostrup (Danimarca)
  - Camille Claudel, regia di Bruno Nuytten (Francia)
  - Jésus de Montréal, regia di Denys Arcand (Canada)
  - Lo que le pasó a Santiago, regia di Jacobo Morales (Porto Rico)
- 1991
  - Viaggio della speranza (Reise der Hoffnung), regia di Xavier Koller (Svizzera)
  - Cyrano de Bergerac, regia di Jean-Paul Rappeneau (Francia)
  - Ju Dou, regia di Zhang Yimou e Yang Fengliang (Cina)
  - Porte aperte, regia di Gianni Amelio (Italia)
  - La ragazza terribile (Das Schreckliche Mädchen), regia di Michael Verhoeven (Germania)
- 1992
  - Mediterraneo, regia di Gabriele Salvatores (Italia)
  - Il bue (Oxen), regia di Sven Nykvist (Svezia)
  - Figli della natura (Börn náttúrunnar), regia di Friðrik Þór Friðriksson (Islanda)
  - Lanterne rosse (Da hong deng long gao gao gua), regia di Zhang Yimou (Hong Kong)
  - Scuola elementare (Obecná skola), regia di Jan Svěrák (Cecoslovacchia)
- 1993
  - Indocina (Indochine), regia di Régis Wargnier (Francia)
  - Padre Daens (Daens), regia di Stijn Coninx (Belgio)
  - Un posto nel mondo (Un lugar en el mundo), regia di Adolfo Aristarain (Uruguay)
  - Schtonk!, regia di Helmut Dietl (Germania)
  - Urga - Territorio d'amore (Urga), regia di Nikita Michalkov (Russia)
- 1994
  - Belle Époque, regia di Fernando Trueba (Spagna)
  - Addio mia concubina (Ba wang bie ji), regia di Chen Kaige (Hong Kong)
  - Il banchetto di nozze (Hsi yen), regia di Ang Lee (Taiwan)
  - Hedd Wyn, regia di Paul Turner (Regno Unito)
  - Il profumo della papaya verde (Mui du du xanh), regia di Trần Anh Hùng (Vietnam)
- 1995
  - Sole ingannatore (Utomlënnye solncem), regia di Nikita Michalkov (Russia)
  - Farinelli - Voce regina (Farinelli), regia di Gérard Corbiau (Belgio)
  - Fragola e cioccolato (Fresa y chocolate), regia di Tomás Gutiérrez Alea e Juan Carlos Tabío (Cuba)
  - Mangiare bere uomo donna (Yin shi nan nu), regia di Ang Lee (Taiwan)
  - Prima della pioggia (Before the Rain), regia di Milčo Mančevski (Macedonia)
- 1996
  - L'albero di Antonia (Antonia), regia di Marleen Gorris (Paesi Bassi)
  - Passioni proibite (Lust och fägring stor), regia di Bo Widerberg (Svezia)
  - Poussières de vie (Poussières de vie), regia di Rachid Bouchareb (Algeria)
  - O Quatrilho - Il quadriglio (O Quatrilho), regia di Fábio Barreto (Brasile)
  - L'uomo delle stelle, regia di Giuseppe Tornatore (Italia)
- 1997
  - Kolya, regia di Jan Svěrák (Repubblica Ceca)
  - Gli angeli della domenica (Søndagsengler), regia di Berit Nesheim (Norvegia)
  - A Chef in Love (Shekvarebuli kulinaris ataserti retsepti), regia di Nana Džordžadze (Georgia)
  - Il prigioniero del Caucaso (Kavkazskij plennik), regia di Sergej Bodrov (Russia)
  - Ridicule, regia di Patrice Leconte (Francia)
- 1998
  - Character - Bastardo eccellente (Karakter), regia di Mike van Diem (Paesi Bassi)
  - 4 giorni a settembre (O Que É Isso, Companheiro?), regia di Bruno Barreto (Brasile)
  - Al di là del silenzio (Jenseits der Stille), regia di Caroline Link (Germania)
  - Il ladro (Vor), regia di Pavel Čuchraj (Russia)
  - Segreti del cuore (Secretos del corazón), regia di Montxo Armendáriz (Spagna)
- 1999
  - La vita è bella, regia di Roberto Benigni (Italia)
  - Central do Brasil, regia di Walter Salles (Brasile)
  - El abuelo, regia di José Luis Garci (Spagna)
  - I ragazzi del paradiso (Bacheha-Ye aseman), regia di Majid Majidi (Iran)
  - Tango (Tango, no me dejes nunca), regia di Carlos Saura (Argentina)

#### 2000
- 2000
  - Tutto su mia madre (Todo sobre mi madre), regia di Pedro Almodóvar (Spagna)
  - Est-ovest - Amore-libertà (Est – Ouest), regia di Régis Wargnier (Francia)[17]
  - Himalaya - L'infanzia di un capo (Himalaya – L'enfance d'un chef), regia di Éric Valli (Nepal)
  - Solomon and Gaenor, regia di Paul Morrison (Regno Unito)
  - Sotto il sole (Under solen), regia di Colin Nutley (Svezia)
- 2001
  - La tigre e il dragone (Wo hu cang long), regia di Ang Lee (Taiwan)
  - Amores perros, regia di Alejandro González Iñárritu (Messico)
  - Assolutamente famosi (Iedereen beroemd!), regia di Dominique Deruddere (Belgio)
  - Divisi si perde (Musíme si pomáhat), regia di Jan Hřebejk (Repubblica Ceca)
  - Il gusto degli altri (Le goût des autres), regia di Agnès Jaoui (Francia)
- 2002
  - No Man's Land, regia di Danis Tanović (Bosnia ed Erzegovina)
  - Elling, regia di Petter Næss (Norvegia)
  - Il favoloso mondo di Amélie (Le Fabuleux destin d'Amélie Poulain) di Jean-Pierre Jeunet (Francia)
  - Il figlio della sposa (El hijo de la novia), regia di Juan José Campanella (Argentina)
  - Lagaan, regia di Ashutosh Gowariker (India)
- 2003
  - Nowhere in Africa (Nirgendwo in Afrika), regia di Caroline Link (Germania)
  - Il crimine di padre Amaro (El Crimen del padre Amaro), regia di Carlos Carrera (Messico)
  - Hero (Ying xiong), regia di Zhang Yimou (Cina)
  - L'uomo senza passato (Mies vailla menneisyyttä), regia di Aki Kaurismäki (Finlandia)
  - Zus & Zo, regia di Paula van der Oest (Paesi Bassi)
- 2004
  - Le invasioni barbariche (Les invasions barbares), regia di Denys Arcand (Canada)
  - Evil - Il ribelle (Ondskan), regia di Mikael Håfström (Svezia)
  - Il crepuscolo del samurai (Tasogare seibei), regia di Yōji Yamada (Giappone)
  - Twin Sisters (De Tweeling), regia di Ben Sombogaart (Paesi Bassi)
  - Želary, regia di Ondřej Trojan (Repubblica Ceca)
- 2005
  - Mare dentro (Mar adentro), regia di Alejandro Amenábar (Spagna)
  - As It Is in Heaven (Så som i himmelen), regia di Kay Pollak (Svezia)
  - La caduta - Gli ultimi giorni di Hitler (Der Untergang), regia di Oliver Hirschbiegel (Germania)
  - Les choristes - I ragazzi del coro (Les choristes), regia di Christophe Barratier (Francia)
  - Yesterday, regia di Darrell James Roodt (Sudafrica)
- 2006
  - Il suo nome è Tsotsi (Tsotsi), regia di Gavin Hood (Sudafrica)
  - La bestia nel cuore, regia di Cristina Comencini (Italia)
  - Joyeux Noël - Una verità dimenticata dalla storia, regia di Christian Carion (Francia)
  - Paradise Now, regia di Hany Abu-Assad (Palestina)
  - La Rosa Bianca - Sophie Scholl (Sophie Scholl – Die letzten Tage), regia di Marc Rothemund (Germania)
- 2007
  - Le vite degli altri (Das Leben der Anderen), regia di Florian Henckel von Donnersmarck (Germania)
  - Days of Glory (Indigènes), regia di Rachid Bouchareb (Algeria)
  - Dopo il matrimonio (Efter brylluppet ), regia di Susanne Bier (Danimarca)
  - Il labirinto del fauno (El laberinto del Fauno), regia di Guillermo del Toro (Messico)
  - Water - Il coraggio di amare (Water), regia di Deepa Mehta (Canada)
- 2008
  - Il falsario - Operazione Bernhard (Die Fälscher'), regia di Stefan Ruzowitzky (Austria)
  - 12 (Dvenadtsat'), regia di Nikita Michalkov (Russia)
  - Beaufort (בופור), regia di Joseph Cedar (Israele)
  - Katyn (Katyń), regia di Andrzej Wajda (Polonia)
  - Mongol (Монгол), regia di Sergej Bodrov (Kazakistan)
- 2009
  - Departures (おくりびと / Okuribito), regia di Yōjirō Takita (Giappone)
  - La banda Baader Meinhof (Der Baader Meinhof Komplex), regia di Uli Edel (Germania)
  - La classe - Entre les murs (Entre les murs), regia di Laurent Cantet (Francia)
  - Revanche - Ti ucciderò (Revanche), regia di Götz Spielmann (Austria)
  - Valzer con Bashir (ואלס עם באשיר / Vals im Bashir), regia di Ari Folman (Israele)

#### 2010
- 2010
  - Il segreto dei suoi occhi (El secreto de sus ojos), regia di Juan José Campanella (Argentina)
  - Ajami, regia di Iskandar Qubti e Yaron Shani (Israele)
  - Il canto di Paloma (La teta asustada), regia di Claudia Llosa (Perù)
  - Il nastro bianco (Das weiße Band), regia di Michael Haneke (Germania)
  - Il profeta (Un prophète), regia di Jacques Audiard (Francia)
- 2011
  - In un mondo migliore (Hævnen), regia di Susanne Bier (Danimarca)
  - Biutiful, regia di Alejandro González Iñárritu (Messico)
  - La donna che canta (Incendies), regia di Denis Villeneuve (Canada)
  - Dogtooth (Kynodontas), regia di Yorgos Lanthimos (Grecia)
  - Uomini senza legge (Hors-la-loi), regia di Rachid Bouchareb (Algeria)
- 2012
  - Una separazione (Jodāyi-e Nāder az Simin), regia di Asghar Farhadi (Iran)
  - Bullhead - La vincente ascesa di Jacky (Bullhead), regia di Michaël R. Roskam (Belgio)
  - Hearat Shulayim, regia di Joseph Cedar (Israele)
  - Monsieur Lazhar (Bachir Lazhar), regia di Philippe Falardeau (Canada)
  - In Darkness, regia di Agnieszka Holland (Polonia)
- 2013
  - Amour, regia di Michael Haneke (Austria)
  - Kon-Tiki, regia di Joachim Rønning e Espen Sandberg (Norvegia)
  - No - I giorni dell'arcobaleno (No), regia di Pablo Larraín (Cile)
  - Royal Affair (En kongelig affære), regia di Nikolaj Arcel (Danimarca)
  - Rebelle, regia di Kim Nguyen (Canada)
- 2014
  - La grande bellezza, regia di Paolo Sorrentino (Italia)
  - Alabama Monroe - Una storia d'amore (The Broken Circle Breakdown), regia di Felix Van Groeningen (Belgio)
  - The Missing Picture (L'image manquante), regia di Rithy Panh (Cambogia)
  - Omar, regia di Hany Abu-Assad (Palestina)
  - Il sospetto (Jagten), regia di Thomas Vinterberg (Danimarca)
- 2015
  - Ida, regia di Paweł Pawlikowski (Polonia)
  - Leviathan (Leviafan), regia di Andrej Petrovič Zvjagincev (Russia)
  - Storie pazzesche (Relatos salvajes), regia di Damián Szifrón (Argentina)
  - Tangerines (Mandariinid), regia di Zaza Urushadze (Estonia)
  - Timbuktu, regia di Abderrahmane Sissako (Mauritania)
- 2016
  - Il figlio di Saul (Saul fia), regia di László Nemes (Ungheria)
  - El abrazo de la serpiente, regia di Ciro Guerra (Colombia)
  - Mustang, regia di Deniz Gamze Ergüven (Francia)
  - Theeb, regia di Naji Abu Nowar (Giordania)
  - A War (Krigen), regia di Tobias Lindholm (Danimarca)
- 2017
  - Il cliente (Forušande), regia di Asghar Farhadi (Iran)
  - Land of Mine - Sotto la sabbia (Under sandet), regia di Martin Zandvliet (Danimarca)
  - Mr. Ove (En man som heter Ove), regia di Hannes Holm (Svezia)
  - Tanna, regia di Martin Butler e Bentley Dean (Australia)
  - Vi presento Toni Erdmann (Toni Erdmann), regia di Maren Ade (Germania)
- 2018
  - Una donna fantastica (Una mujer fantástica), regia di Sebastián Lelio (Cile)
  - Corpo e anima (Testről és lélekről), regia di Ildikó Enyedi (Ungheria)
  - L'insulto (L'insulte), regia di Ziad Doueiri (Libano)
  - Loveless (Neljubov), regia di Andrej Zvjagincev (Russia)
  - The Square, regia di Ruben Östlund (Svezia)
- 2019
  - Roma, regia di Alfonso Cuarón (Messico)
  - Un affare di famiglia (万引き家族|Manbiki kazoku), regia di Hirokazu Kore'eda (Giappone)
  - Cafarnao - Caos e miracoli (کفرناحوم), regia di Nadine Labaki (Libano)
  - Cold War (Zimna wojna), regia di Paweł Pawlikowski (Polonia)
  - Opera senza autore (Werk ohne Autor), regia di Florian Henckel von Donnersmarck (Germania)

#### 2020
- 2020
  - Parasite (Gisaengchung), regia di Bong Joon-ho (Corea del Sud)
  - Corpus Christi (Boże Ciało), regia di Jan Komasa (Polonia)
  - Dolor y gloria, regia di Pedro Almodóvar (Spagna)
  - Honeyland (Medena zemja), regia di Tamara Kotevska e Ljubomir Stefanov (Macedonia del Nord)
  - I miserabili (Les Misérables), regia di Ladj Ly (Francia)
- 2021
  - Un altro giro (Druk), regia di Thomas Vinterberg (Danimarca)
  - Collective, regia di Alexander Nanau (Romania)
  - Quo vadis, Aida?, regia di Jasmila Žbanić (Bosnia ed Erzegovina)
  - Shàonián de nǐ, regia di Derek Tsang (Hong Kong)
  - L'uomo che vendette la sua pelle (The Man Who Sold His Skin), regia di Kaouther Ben Hania (Tunisia)
- 2022
  - Drive My Car (Doraibu mai kā), regia di Ryūsuke Hamaguchi (Giappone)
  - È stata la mano di Dio, regia di Paolo Sorrentino (Italia)
  - Flee (Flugt), regia di Jonas Poher Rasmussen (Danimarca)
  - Lunana - Il villaggio alla fine del mondo (ལུང་ནག་ན), regia di Pawo Choyning Dorji (Bhutan)
  - La persona peggiore del mondo (Verdens verste menneske), regia di Joachim Trier (Norvegia)
- 2023
  - Niente di nuovo sul fronte occidentale (Im Westen nichts Neues), regia di Edward Berger (Germania)
  - Argentina, 1985, regia di Santiago Mitre (Argentina)
  - Close, regia di Lukas Dhont (Belgio)
  - EO, regia di Jerzy Skolimowski (Polonia)
  - The Quiet Girl, regia di Colm Bairéad (Irlanda)
- 2024
  - La zona d'interesse (The Zone of Interest), regia di Jonathan Glazer (Regno Unito)
  - Io capitano, regia di Matteo Garrone (Italia)
  - La sala professori (Das Lehrerzimmer), regia di İlker Çatak (Germania)
  - La società della neve (La sociedad de la nieve), regia di Juan Antonio Bayona (Spagna)
  - Perfect Days, regia di Wim Wenders (Giappone)
- 2025
  - Io sono ancora qui (Ainda estou aqui), regia di Walter Salles (Brasile)
  - Flow - Un mondo da salvare (Straume), regia di Gints Zilbalodis (Lettonia)
  - Pigen med nålen, regia di Magnus von Horn (Danimarca)
  - Il seme del fico sacro (Dāne-ye anjīr-e ma'ābed), regia di Mohammad Rasoulof (Germania)
  - Emilia Pérez, regia di Jacques Audiard (Francia)

## Vittorie e candidature per nazione
Aggiornato all'edizione 2025.
| Nazione              | Vittorie | Candidati | Totale Candidature |
| -------------------- | -------- | --------- | ------------------ |
| Italia               | 14       | 18        | 30                 |
| Francia              | 12       | 30        | 39                 |
| Giappone             | 5        | 12        | 15                 |
| Spagna               | 4        | 16        | 21                 |
| Russia               | 4        | 13        | 17                 |
| Danimarca            | 4        | 11        | 15                 |
| Germania             | 4        | 18        | 23                 |
| Svezia               | 3        | 13        | 16                 |
| Rep. Ceca            | 3        | 6         | 9                  |
| Paesi Bassi          | 3        | 4         | 7                  |
| Ungheria             | 2        | 8         | 10                 |
| Argentina            | 2        | 5         | 8                  |
| Svizzera             | 2        | 3         | 5                  |
| Austria              | 2        | 2         | 4                  |
| Iran                 | 2        | 1         | 3                  |
| Polonia              | 1        | 11        | 13                 |
| Messico              | 1        | 8         | 9                  |
| Canada               | 1        | 6         | 7                  |
| Brasile              | 1        | 4         | 6                  |
| Algeria              | 1        | 4         | 5                  |
| Taiwan               | 1        | 2         | 3                  |
| Bosnia ed Erzegovina | 1        | 1         | 2                  |
| Cile                 | 1        | 1         | 2                  |
| Sudafrica            | 1        | 1         | 2                  |
| Corea del Sud        | 1        | 1         | 1                  |
| Costa d'Avorio       | 1        | 1         | 1                  |
| Regno Unito          | 1        | 3         | 3                  |
| Israele              | 0        | 10        | 10                 |
| Belgio               | 0        | 7         | 8                  |
| Jugoslavia           | 0        | 6         | 6                  |
| Norvegia             | 0        | 6         | 6                  |
| Grecia               | 0        | 5         | 5                  |
| Hong Kong            | 0        | 3         | 3                  |
| India                | 0        | 3         | 3                  |
| Cina                 | 0        | 2         | 2                  |
| Libano               | 0        | 2         | 2                  |
| Macedonia del Nord   | 0        | 2         | 2                  |
| Palestina            | 0        | 2         | 2                  |
| Australia            | 0        | 1         | 1                  |
| Bhutan               | 0        | 1         | 1                  |
| Cambogia             | 0        | 1         | 1                  |
| Colombia             | 0        | 1         | 1                  |
| Cuba                 | 0        | 1         | 1                  |
| Estonia              | 0        | 1         | 1                  |
| Finlandia            | 0        | 1         | 1                  |
| Georgia              | 0        | 1         | 1                  |
| Giordania            | 0        | 1         | 1                  |
| Irlanda              | 0        | 1         | 1                  |
| Islanda              | 0        | 1         | 1                  |
| Kazakistan           | 0        | 1         | 1                  |
| Mauritania           | 0        | 1         | 1                  |
| Nepal                | 0        | 1         | 1                  |
| Nicaragua            | 0        | 1         | 1                  |
| Perù                 | 0        | 1         | 1                  |
| Porto Rico           | 0        | 1         | 1                  |
| Romania              | 0        | 1         | 1                  |
| Tunisia              | 0        | 1         | 1                  |
| Uruguay              | 0        | 1         | 1                  |
| Vietnam              | 0        | 1         | 1                  |